# Фатма-ханым Кяминя
Фатма-ханым Кяминя (азерб. Fatma xanım Kəminə; 1841, Шуша, Каспийская область, Российская империя — 1898, Шуша, Шушинский уезд, Елизаветпольская губерния, Российская империя) — азербайджанская поэтесса XIX века, член литературного общества «Меджлиси-фарамушан».

## Биография
Фатма-ханым родилась в 1841 году в Шуше. Отец поэтессы, поэт Мирза Бейбаба Фена, был родом из посёлка Гармаруд Южного Азербайджана. В своё время его дед в двадцатилетнем возрасте переехал в Шушу и работал плотником во дворце отца Джафаргулу-хана, Мухаммадхасан-хана. Интерес к литературе и личному чтению Фатмы, получившей образование в Шуше, рано пробудил в ней желание писать стихи, и она привлекла внимание шушинской интеллигенции своими газелями, написанными на азербайджанском и персидском языках в юном возрасте. В молодости она вышла замуж за Мирза Садыг-бека Султанова, после его кончины спустя несколько лет, больше не женилась. Фатма-ханым Кяминя скончалась в 1898 году в Шуше.

## Творчество
Литературное наследие Фатмы-ханым полностью не собрано. Мир Мохсун Навваб отмечает, что у неё около четырёхсот стихотворений. В 1883 году Кяминя отправила свой диван бекам для чтения и оценки, и после прочтения Сулейман-бек написал газель и выразил поэтессе свою признательность. Свободная и возвышенная любовь воспеты в стихах поэтессы. В этих газелях показано сердце верного влюблённого, который проходит через тысячу болей и страданий на пути к любимой. Однако по общему духу её стихов можно понять, что автор всегда охвачен горем, так как, потеряла любимого мужа в самую прекрасную пору своей молодости, что оставило след в её жизни.